# Athene Glacier
Athene Glacier är en glaciär i Antarktis. Den ligger i Västantarktis. Argentina, Chile och Storbritannien gör anspråk på området. Athene Glacier ligger 783 meter över havet.
Terrängen runt Athene Glacier är lite bergig. Trakten är obefolkad. Det finns inga samhällen i närheten.